# Akcja Wyborcza Solidarność
De Verkiezingsactie Solidariteit (Pools: Akcja Wyborcza Solidarność, AWS) was een coalitie van centrumrechtse partijen in Polen, die in de jaren 1997-2001 deel uitmaakte van de regering van Jerzy Buzek.
De AWS kwam in 1996 tot stand als coalitie van ruim dertig liberale, christendemocratische en conservatieve partijen en organisaties, inclusief de Christelijk-Nationale Unie (ZChN), de Centrumalliantie (PC), de Conservatieve Partij (PK), de Partij van Christen-Democraten (PChD), de Beweging voor de Republiek (RdR) en de politieke arm van de vakbond Solidariteit. Voorzitter was Marian Krzaklewski. De groepering werd aanvankelijk gesteund door oud-president Lech Wałęsa.
De AWS boekte een grote overwinning in de parlementsverkiezingen van 1997, waarbij 33,83% van de stemmen werd behaald, goed voor 201 van de 460 zetels in de Sejm en 51 van de 100 zetels in de Senaat. Hierop vormde de AWS een coalitie met de Vrijheidsunie met AWS-lid Jerzy Buzek als premier. Deze zou standhouden tot december 2000, toen de Vrijheidsunie zich uit de regering terugtrok. Hierna regeerde de AWS enige tijd alleen.
In de eerste ronde van de presidentsverkiezingen van 2000 kreeg AWS-leider Marian Krzaklewski 15,57% van de stemmen. Daarmee kwam hij op de derde plaats na zittend president Aleksander Kwaśniewski en oud-minister van buitenlandse zaken Andrzej Olechowski. Na deze nederlaag trad Krzaklewski terug als voorzitter van de AWS. Hij werd opgevolgd door premier Buzek. In dezelfde periode werd de AWS omgevormd tot federatie van vijf partijen.
In 2001 viel de AWS uit elkaar. De Conservatieve Volkspartij nam deel aan de oprichting van het Burgerplatform, Jarosław Kaczyński richtte samen met onder meer de restanten van zijn Centrumalliantie de partij Recht en Rechtvaardigheid op en de vakbond Solidariteit besloot niet langer deel uit te maken van enige politieke structuur. Een deel van de overgebleven deelnemers van de AWS nam als "Verkiezingsactie Solidariteit van Rechts" (Akcja Wyborcza Solidarność Prawicy) deel aan de parlementsverkiezingen van 2001 en behaalde 5,60% van de stemmen, maar verkreeg vanwege de kiesdrempel van 8% voor coalities geen zetels.